# Marc Stendera
Marc Stendera (Kassel, 10 december 1995) is een Duits voetballer die doorgaans als offensieve middenvelder speelt. Hij stroomde in 2012 door vanuit de jeugd van Eintracht Frankfurt.

## Clubcarrière
Stendera speelde in de jeugd bij TSV Heiligenrode,  OSC Vellmar en Eintracht Frankfurt. Voor laatstgenoemde club debuteerde hij op 6 april 2013 in de Bundesliga, tegen Bayern München. Hij viel twintig minuten voor tijd in voor Marco Russ. De wedstrijd eindigde in 0–1 na een treffer van Bastian Schweinsteiger enkele minuten na rust. Op 22 november maakte Stendera zijn eerste goal voor Eintracht Frankfurt in de Bundesliga. In de 54e minuut maakte hij de 1–1 in een uitwedstrijd tegen Borussia Mönchengladbach. De wedstrijd eindigde in een 1–3 overwinning voor Frankfurt.

## Interlandcarrière
Stendera speelde voor diverse Duitse nationale jeugdelftallen. Op 31 juli 2014 werd hij met Duitsland –19 Europees kampioen door in de finale van het toernooi met 1–0 te winnen van Portugal. Stendera debuteerde in 2014 in Duitsland –20.

## Erelijst
| Competitie            |                     |                     |                     |                     |
| Competitie            | Aantal              | Jaren               |                     |                     |
| Eintracht Frankfurt   | Eintracht Frankfurt | Eintracht Frankfurt | Eintracht Frankfurt | Eintracht Frankfurt |
| --------------------- | ------------------- | ------------------- | ------------------- | ------------------- |
| DFB-Pokal             | 1x                  | 2017/18             |                     |                     |
| Duitsland –19         |                     |                     |                     |                     |
| Europees kampioen –19 | 1x                  | 2014                |                     |                     |

1 Trapp  ·
3 Theate ·
4 Koch ·
5 Amenda ·
6 Højlund ·
7 Marmoush ·
8 Chaïbi ·
9 Matanović ·
11 Ekitike ·
13 Kristensen ·
15 Skhiri ·
16 Larsson ·
18 Dahoud ·
19 Bahoya ·
20 Uzun ·
21 Brown ·
22 Chandler ·
23 Lisztes ·
26 Ebimbe ·
27 Götze ·
28 Wenig ·
29 Nkounkou ·
33 Grahl ·
34 Collins ·
35 Tuta ·
36 Knauff ·
37 Santos ·
41 Onguéné ·
44 Bautista ·
45 Loune ·
47 Fenyő ·
Coach: Toppmöller
· Keeperstrainer: Zimmermann